# Evangeliario di Godescalco

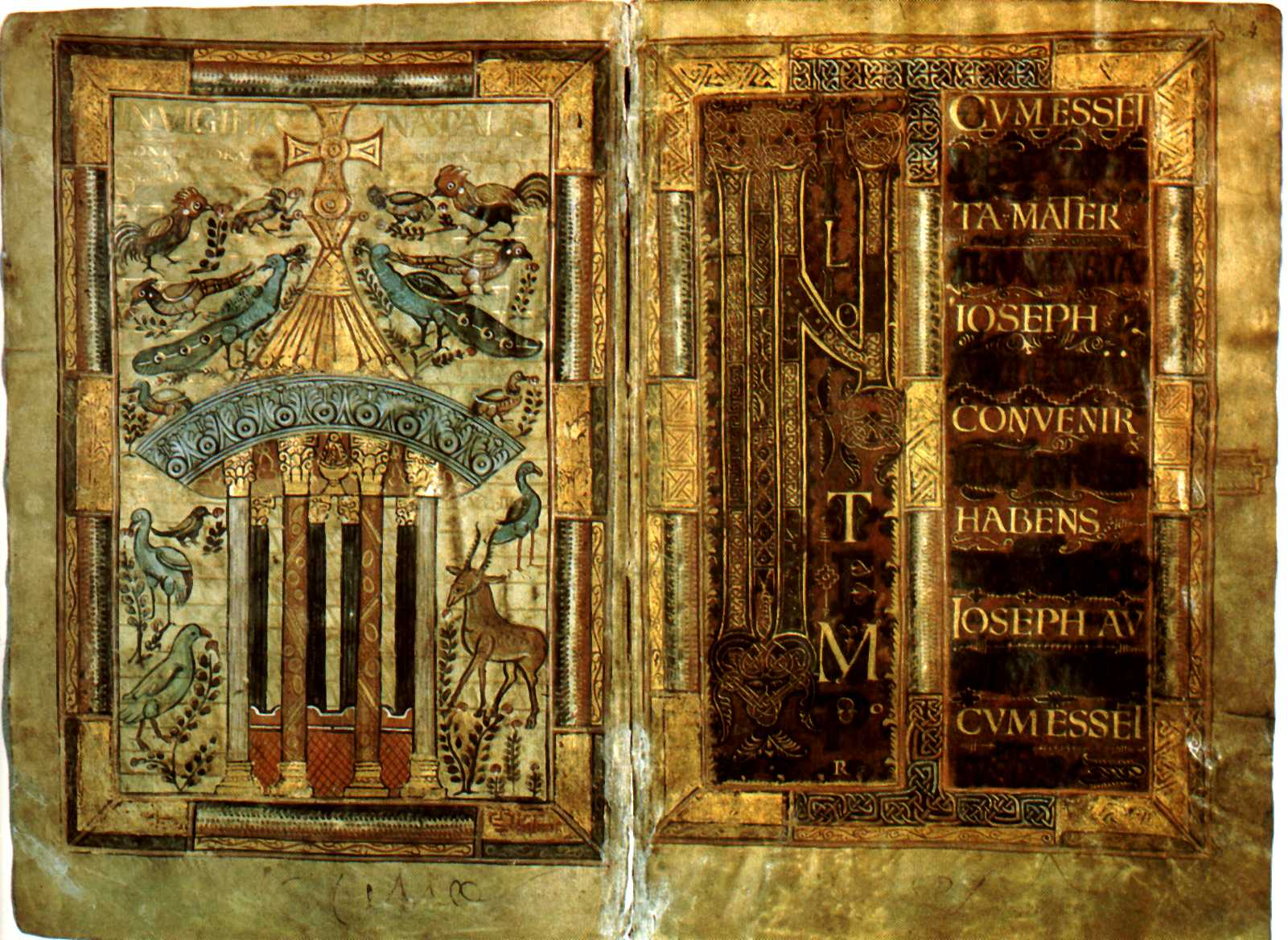
Fontana della Vita e Vangelo della Vigilia di Natale

L'Evangeliario di Godescalco fu commissionato da Carlo Magno e sua moglie Ildegarda a Godescalco ultimus famulus di Carlo. Grazie ai riferimenti a una visita a Roma e al battesimo di Pipino, figlio di Carlo, possiamo datare l'opera, ora conservata alla Biblioteca nazionale di Francia (Parigi, codice del manoscritto Ms. Lat. 1203), all'anno 781.
L'Evangelistario, preceduto da lunga dedica in poesia in cui Carlo viene definito providus et sapiens, studiosus in arte librorum, è scritto in inchiostro color oro e argento su pergamena tinta di porpora e presenta iniziali decorate e sei grandiose raffigurazioni a tutta pagina, poste all'inizio del libro: i quattro evangelisti, il Cristo in trono e la fontana della vita, quest'ultima motivo forse in riferimento al battesimo di Pipino.
La fontana, organizzata come un tempietto a pianta centrale e ottastilo, si articola su due livelli separati dal listello della cornice inferiore. Le colonne anteriori sono caratterizzate con basi dorate e capitelli corinzi, mentre quelle posteriori, un tempo argentate, sono semplicemente scanalate. Il tetto a cono con acroterio a palmette è coronato da una grande croce greca.
All'interno è la piscina rossa realizzata con blocchetti posti come opus reticulatum. Tutt'intorno senza alcun riferimento prospettico, una grande varietà di animali, tra cui un cervo e due pavoni. Il testo che sovrasta l'illustrazione: In vigilia natalis, rimanda alla pericope della vigilia di Natale, che inizia con Matteo 1, 18, In illo tempore, nella pagina di fronte.
L'Evangelistario è uno dei migliori esempi dei primi sviluppi dell'arte della miniatura in epoca carolingia. Vi coesistono infatti grandi miniature a piena pagina, di ispirazione bizantina e ravennate, e grandi iniziali tipiche dell'innovativo stile dell'abbazia di Corbie. In queste periodo l'uso di elementi antichi fu piuttosto superficiale e legata a motivi decorativi o calligrafici.